# 小川警察署
小川警察署（おがわけいさつしょ）は、埼玉県比企郡小川町にある、埼玉県警察が管轄する警察署。署長は警視。

## 所在地
- 埼玉県比企郡小川町大字小川344番地

## 管轄区域
- 比企郡
  - 小川町
  - 嵐山町
  - ときがわ町
- 秩父郡東秩父村

## 沿革
- 1875年（明治8年）12月：松山警保出張所小川村巡査屯所として設置される。
- 1876年（明治9年）2月：埼玉県警察第九松山出張所第三十四小川屯所となる。
- 1877年（明治10年）2月：警察署・分署制の実施により松山警察署小川分署となる。
- 1925年（大正14年）6月15日：分署制廃止に伴い、松山警察署小川分署が「小川警察署」に昇格する。
- 1948年（昭和23年）：旧警察法施行により、国家地方警察小川地区警察署が発足。
- 1954年（昭和29年）：警察法改正で、埼玉県警察本部傘下の小川警察署となる。

## 管内の交番・駐在所
括弧内は所在地。

### 小川町

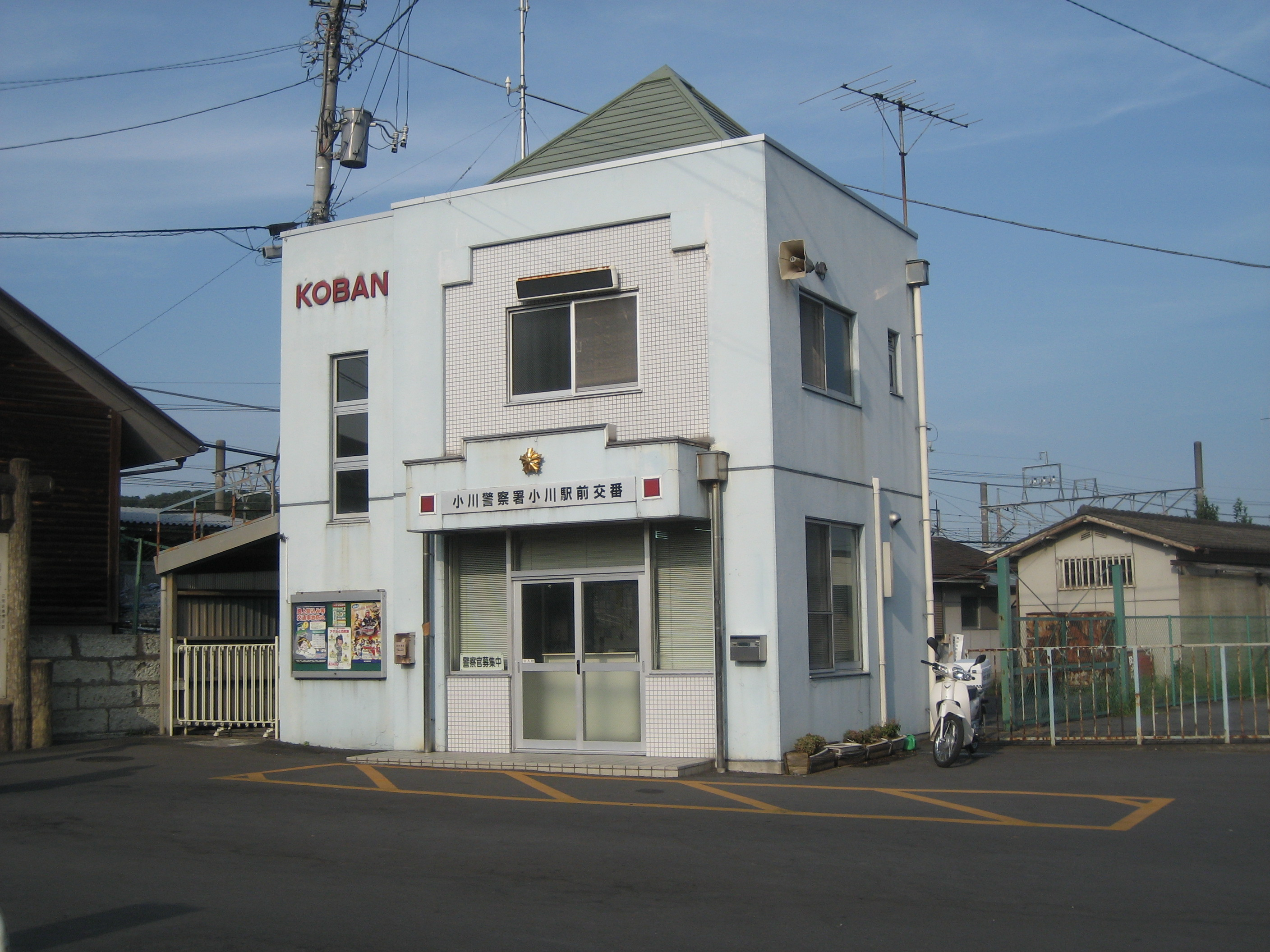
小川駅前交番

- 小川駅前交番（大字大塚1177番地1）
- 竹沢駐在所（大字勝呂825番地3）
- 八和田駐在所（大字上横田775番地）

### 嵐山町

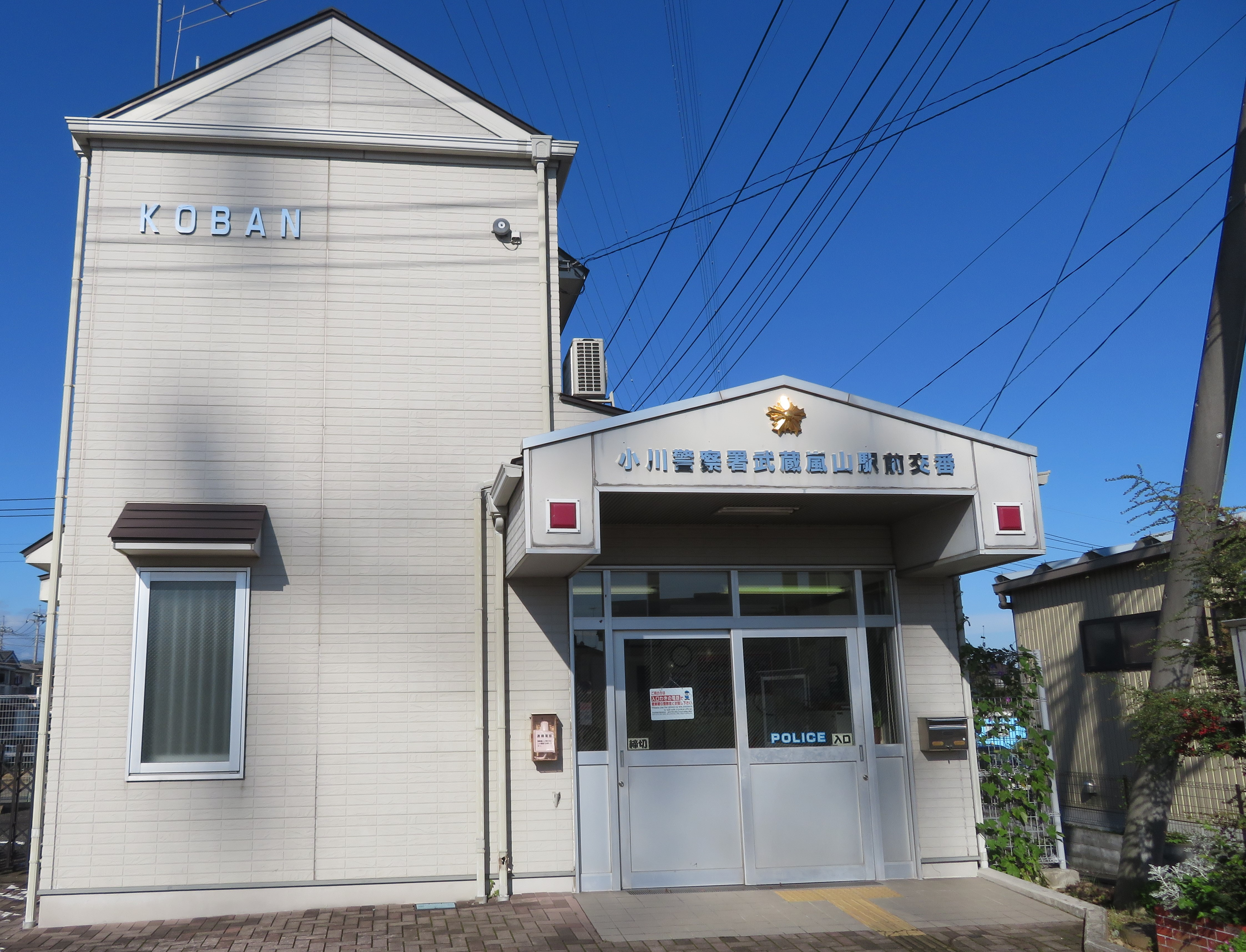
武蔵嵐山駅前交番

- 武蔵嵐山駅前交番（むさし台二丁目17番2号）
- 七郷駐在所（大字越畑783番地5）
- 鎌形駐在所（大字鎌形1303番地6）

### ときがわ町
- 玉川駐在所（大字玉川2817番地5）
- 明覚駐在所（大字番匠648番地2）
- 西平駐在所（大字西平642番地4）

### 東秩父村
- 槻川駐在所（大字坂本1302番地3）
- 大河原駐在所（大字御堂104番地7）

## かつて設置されていた駐在所
- 大椚駐在所 - 河川に土石流の危険性があることから、2009年3月20日に約2.3km離れたときがわ町大字西平地内に移転し、西平駐在所に名称を変更。